# Little Brown Jug Wall of Fame
Little Brown Jug Wall of Fame är en utmärkelse inom nordamerikansk passgångssport, som hedrar personer som har bidragit till Little Brown Jugs framgång. Wall of Fame är belägen på Delaware County Fairgrounds Racetrack, och banans styrelse presenterar årets nya invalda person i samband med loppet. Alla invalda får en Wall of Fame-jacka samt en väggplakett.

## Invalda
Källa:
| År   | Person                   |
| ---- | ------------------------ |
| 2019 | Jimmy Takter             |
| 2018 | Ron Pierce               |
| 2017 | David Miller             |
| 2016 | William C. "Bill" Lowe   |
| 2015 | Jim Buchy                |
| 2014 | Dr. Don "Doc" Mossbarger |
| 2013 | James W. Simpson         |
| 2012 | Jeff Gural               |
| 2011 | Paul E. Spears           |
| 2010 | Phil Terry               |
| 2009 | Joe M. Thomson           |
| 2008 | J. Glen Brown            |
| 2007 | Jules Siegel             |
| 2006 | Ron Waples               |
| 2005 | Mrs. LaVerne A. Hill     |
| 2004 | Howard Beissinger        |
| 2003 | William O'Donnell        |
| 2002 | Thomas Walsh, Jr.        |
| 2001 | Michel Lachance          |
| 2000 | Roger Huston             |
| 1999 | H. Charles Armstrong     |
| 1998 | George Segal             |
| 1997 | Charlie Bowen            |
| 1996 | John Campbell            |
| 1995 | W. D. "Tom" Thomson      |
| 1994 | Corwin M. Nixon          |
| 1993 | James A. Rhodes          |
| 1992 | Gene Riegle              |
| 1991 | Stanley F. Bergstein     |
| 1990 | John G. Hayes, Sr.       |
| 1989 | Stanley Dancer           |
| 1988 | John F. Simpson, Sr.     |
| 1987 | Delvin Miller            |
| 1986 | Billy Haughton           |
| 1985 | Henry C. "Hank" Thomson  |